# Weisweil
Weisweil là một thị xã nằm ở huyện Emmendingen thuộc bang Baden-Württemberg, Đức. Đô thị này có diện tích 19,09 km², dân số thời điểm 31 tháng 12 năm 2020 là 2142 người.

## Thư viện ảnh

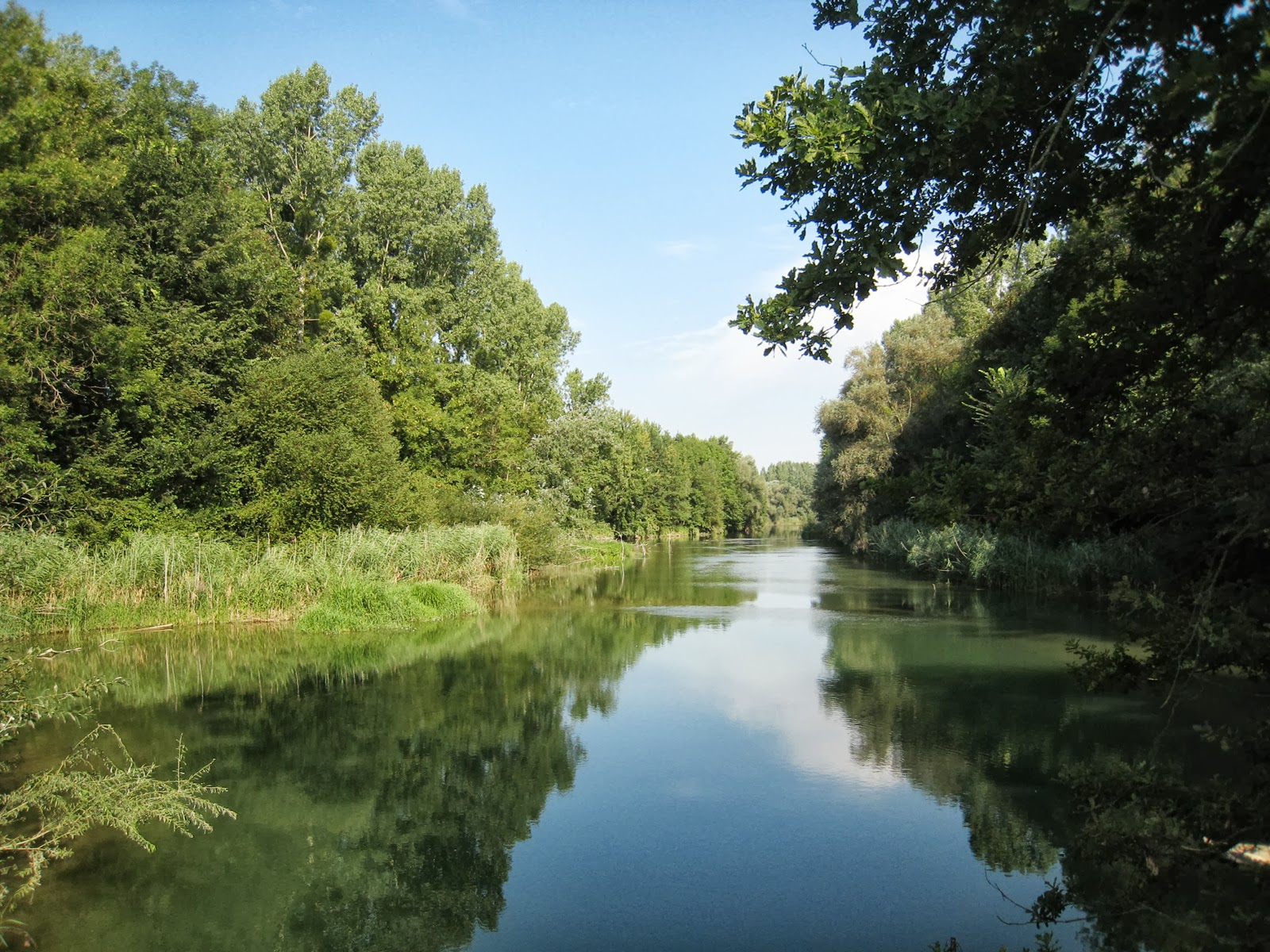
Một nhánh sông Rhine
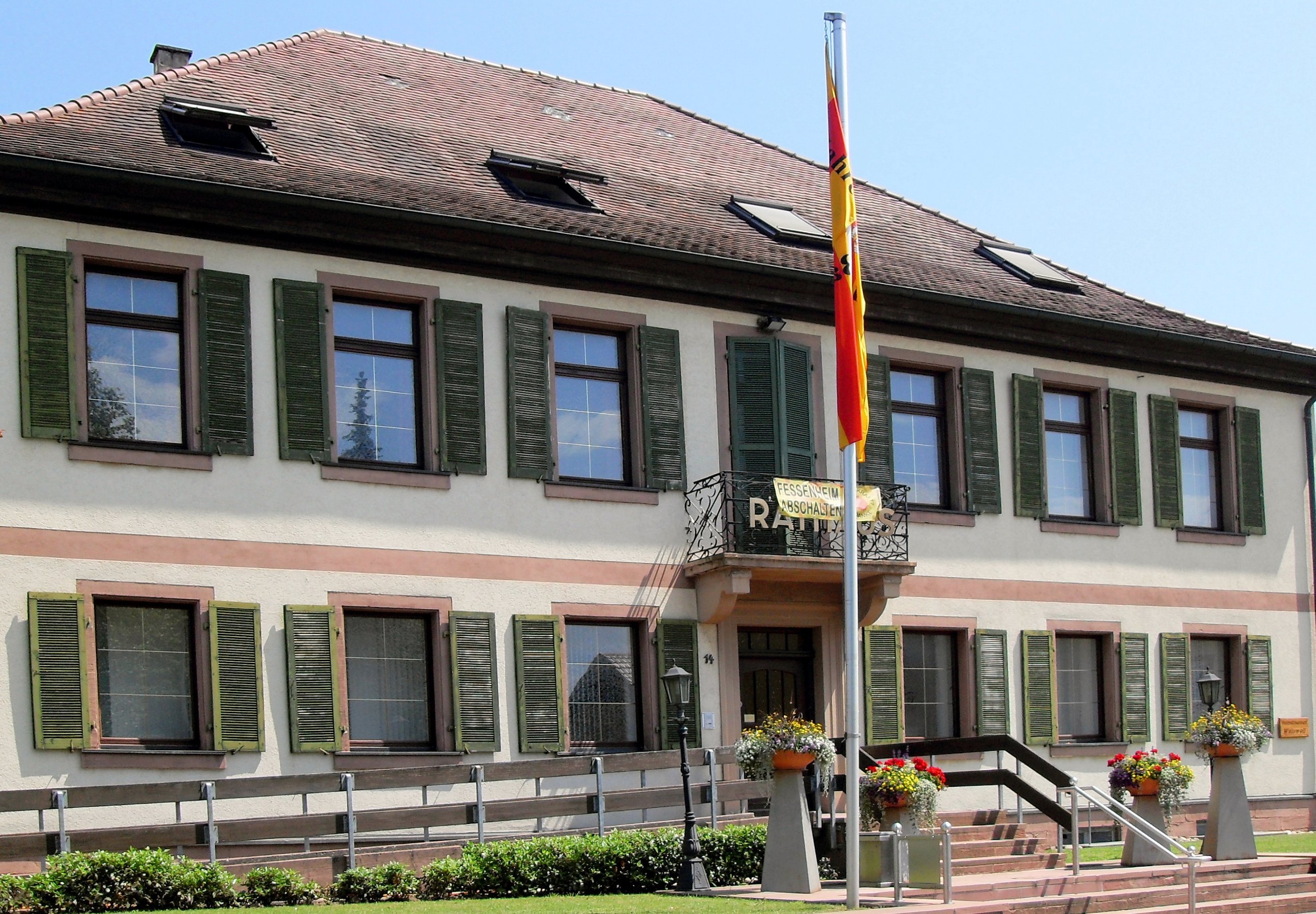
Tòa thị chính Weisweil
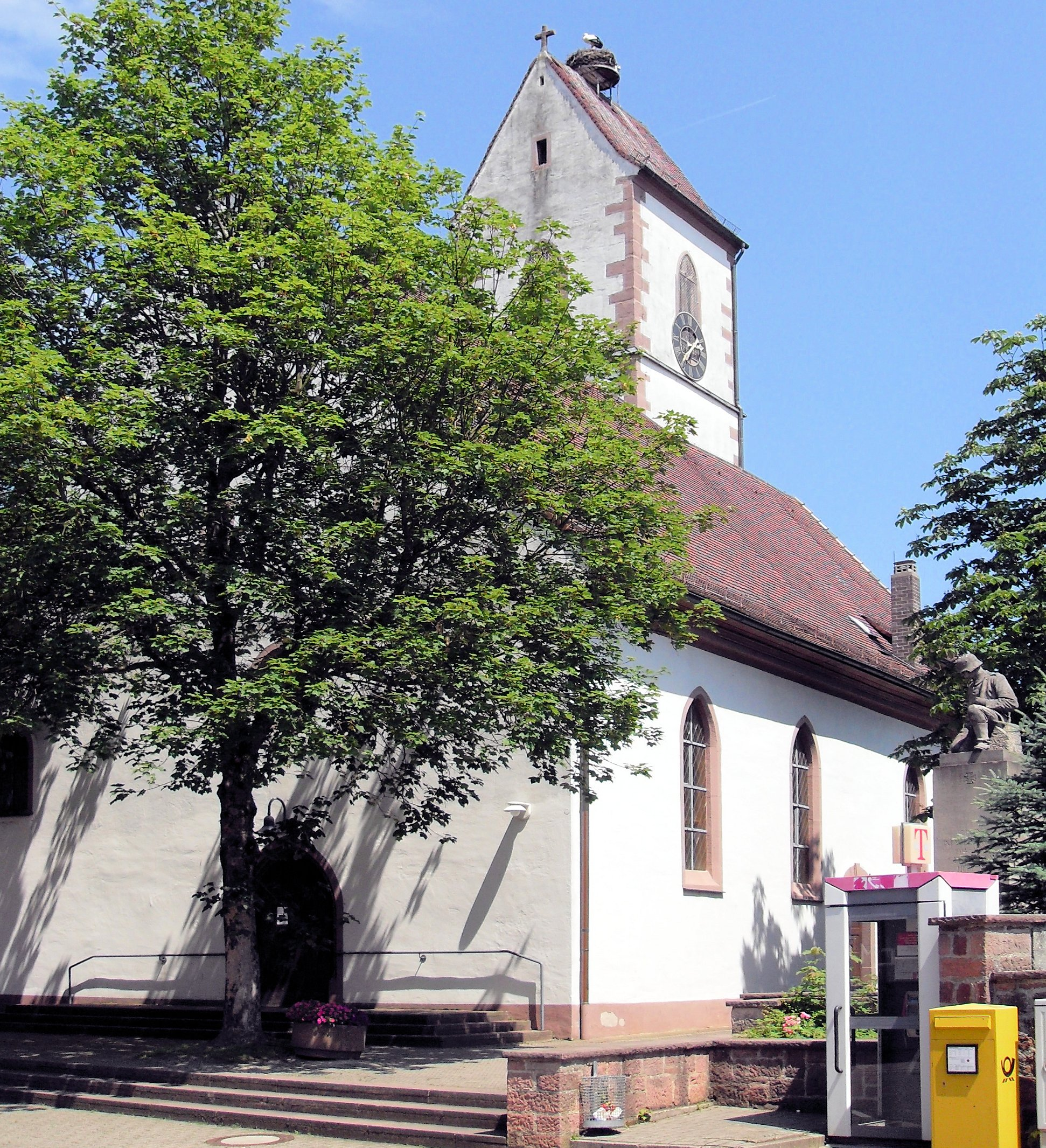
Nhà thờ Tin lành
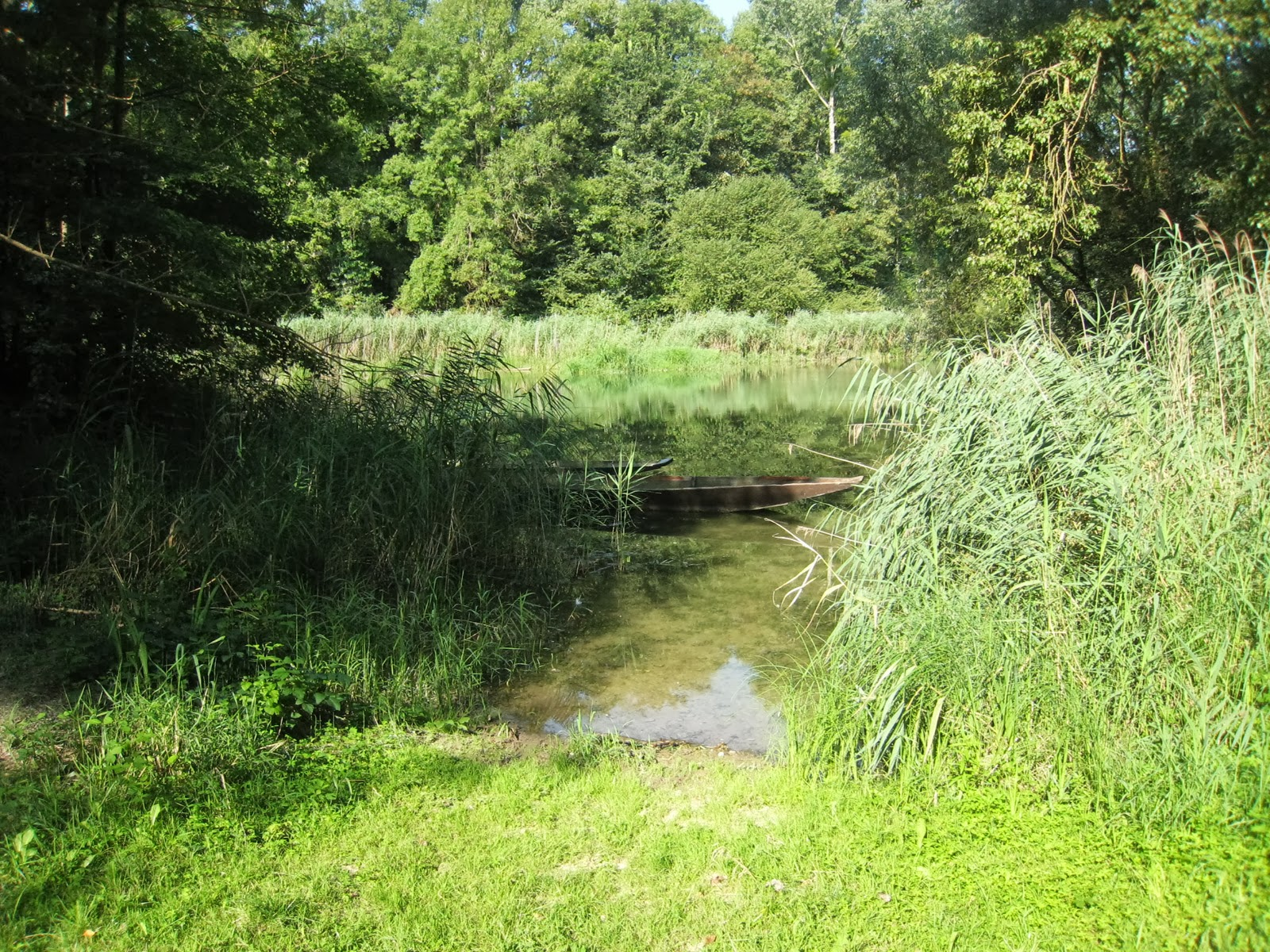
Biotope gần Weisweil